# LIVEの方法
『LIVEの方法』（ライブのほうほう）は、日本の音楽グループP-MODELの2枚目のライブ・アルバム。1994年7月23日にディスクユニオン内レーベルDIW/SYUNより発売された。

## 解説
バンドサウンドが特徴だったP-MODEL凍結前の楽曲が、解凍P-MODELの宣言する「サイバー感」「テクノポップ」を全面に出した曲調へライブ用にアレンジされた。
今作では、ステージに立つ演者の聴く音を意識した音圧の高いミックスが施されている。楽曲においては各公演で使用していた様々なテイクの打ち込みデータを一曲として組み合わせ、一部分がライブ記録用8mmビデオテープより抜粋されている。
20年後の2014年には続編となる「LIVEの方法2 導入のマジック」が発売されたが、こちらは歓声と出囃子も収録されている。

## 楽曲解説
Zebra
解凍期の初ライブ「ERROR OF UNIVERSE」では、イントロ部分が延長され出囃子に使用された。
HOLLAND ELEMENT
後半に新たなヴォーカルパートが追加されている。
おやすみDOG
原曲のドラムソロがなくなり、キーボードリフのみとなっている。
Heaven
構成が若干変更され、1番の後に間奏が入る。
いまわし電話
コーラスにヴォコーダーを用いている。原曲のキーボードソロは難易度が高いためアレンジされている。
ATOM-SIBERIA
歌詞は修正前のもの。イントロと間奏にナレーションが追加されている。
LEAK
フランケンシュタインの花嫁の台詞を引用したナレーションが追加されている。間奏が五拍子になっている。

## 収録曲
全編曲：平沢進・ことぶき光
| #         | タイトル            | 作詞      | 作曲      | 時間  |
| --------- | ------------------- | --------- | --------- | ----- |
| 1.        | 「Zebra」           | 平沢進    | 平沢進    | 4:28  |
| 2.        | 「列車」            | 平沢進    | 平沢進    | 3:00  |
| 3.        | 「OH! MAMA」        | 平沢進    | 平沢進    | 3:51  |
| 4.        | 「HOLLAND ELEMENT」 | 平沢進    | 平沢進    | 4:06  |
| 5.        | 「おやすみDOG」     | 平沢進    | 平沢進    | 4:32  |
| 6.        | 「サイボーグ」      | 平沢進    | 平沢進    | 5:44  |
| 7.        | 「Heaven」          | 平沢進    | 平沢進    | 4:07  |
| 8.        | 「いまわし電話」    | 平沢進    | 平沢進    | 3:23  |
| 9.        | 「ATOM-SIBERIA」    | 平沢進    | 平沢進    | 3:58  |
| 10.       | 「LEAK」            | 平沢進    | 平沢進    | 5:50  |
| 合計時間: | 合計時間:           | 合計時間: | 合計時間: | 43:14 |

## 参加ミュージシャン
- 平沢進 - ボーカル、ギター
- ことぶき光 - プログラミング、コーラス
- 秋山勝彦 - (ノンクレジット)
- 藤井ヤスチカ - (ノンクレジット)